# Луначарский (Ростовская область)
Лунача́рский — посёлок в Неклиновском районе Ростовской области.
Входит в состав Троицкого сельского поселения.

## Население
| 2010 |
| ---- |
| 172  |

## Улицы
В посёлке имеются две улицы — Садовая и Юбилейная.